# 林甲镛
林甲镛（？—1960年6月11日），中华人民共和国政治人物。
担任西康省木里藏族自治区协商委员会主席。1954年，当选第一届全国人民代表大会代表。